# Jaktorówko
Jaktorówko est une localité polonaise de la gmina de Szamocin, située dans le powiat de Chodzież en voïvodie de Grande-Pologne.